# Krum (Texas)
Krum è un centro abitato degli Stati Uniti d'America, situato nella contea di Denton dello Stato del Texas.
La popolazione era di 4.157 persone al censimento del 2010.

## Geografia fisica
Krum è situata a 33°15′53″N 97°14′08″W (33.264818, -97.235665). Secondo lo United States Census Bureau, ha un'area totale di 2,5 miglia quadrate (6,4 km²).

## Società

### Evoluzione demografica
Secondo il censimento del 2000, c'erano 1.979 persone, 681 nuclei familiari e 561 famiglie residenti nella città. La densità di popolazione era di 1.007,7 persone per miglio quadrato (389,8/km²). C'erano 703 unità abitative a una densità media di 358,0 per miglio quadrato (138,5/km²). La composizione etnica della città era formata dal 93,43% di bianchi, lo 0,25% di afroamericani, lo 0,40% di nativi americani, lo 0,51% di asiatici, lo 0,05% di isolani del Pacifico, il 2,63% di altre razze, e il 2,73% di due o più etnie. Ispanici o latinos di qualunque razza erano il 4,95% della popolazione.
C'erano 681 nuclei familiari di cui il 46,3% aveva figli di età inferiore ai 18 anni, il 70,3% erano coppie sposate conviventi, il 9,8% aveva un capofamiglia femmina senza marito, e il 17,5% erano non-famiglie. Il 14,4% di tutti i nuclei familiari erano individuali e il 5,1% aveva componenti con un'età di 65 anni o più che vivevano da soli. Il numero di componenti medio di un nucleo familiare era di 2,90 e quello di una famiglia era di 3,19.
La popolazione era composta dal 30,2% di persone sotto i 18 anni, l'8,2% di persone dai 18 ai 24 anni, il 35,1% di persone dai 25 ai 44 anni, il 19,9% di persone dai 45 ai 64 anni, e il 6,6% di persone di 65 anni o più. L'età media era di 33 anni. Per ogni 100 femmine c'erano 90,5 maschi. Per ogni 100 femmine dai 18 anni in giù, c'erano 89,4 maschi.
Il reddito medio di un nucleo familiare era di 52.778 dollari, e quello di una famiglia era di 57.650 dollari. I maschi avevano un reddito medio di 40.278 dollari contro i 28.527 dollari delle femmine. Il reddito pro capite era di 21.642 dollari. Circa l'1,6% delle famiglie e il 2,1% della popolazione erano sotto la soglia di povertà, incluso lo 0,7% di persone sotto i 18 anni e il 6,0% di persone di 65 anni o più.